# إدوين توماس سميث
إدوين توماس سميث (بالإنجليزية: Edwin Thomas Smith)‏ هو تاجر ومسير أعمال وجعتي ‏ وسياسي أسترالي وبريطاني (وحمل سابقاً جنسية المملكة المتحدة لبريطانيا العظمى وأيرلندا)، ولد في 6 أبريل 1830 بوالسال في المملكة المتحدة، وتوفي في 25 ديسمبر 1919.

## مناصب
- انتخب Lord Mayor of Adelaide ‏ وقد انضم خلال فترته النيابية (1886 – 1888)  للكتلة البرلمانية مستقل.
- انتخب Lord Mayor of Adelaide ‏ وقد انضم خلال فترته النيابية (1879 – 1882)  للكتلة البرلمانية مستقل.
- انتخب وزير التعليم (12 مارس 1884 – 16 يونيو 1884).
- انتخب عضو مجلس جنوب أستراليا التشريعي عن دائرة Southern District (South Australian Legislative Council) [الإنجليزية]‏ وقد انضم خلال فترته النيابية (19 مايو 1894 – 2 مايو 1902)  للكتلة البرلمانية مستقل.
- انتخب عضو مجلس جنوب أستراليا التشريعي عن دائرة Southern District (South Australian Legislative Council) [الإنجليزية]‏ وقد انضم خلال فترته النيابية (1885 – 14 أبريل 1893)  للكتلة البرلمانية مستقل.
- انتخب عضو مجلس جنوب أستراليا التشريعي وقد انضم خلال فترته النيابية ‏ (2 أبريل 1878 – 1885)  للكتلة البرلمانية مستقل.
- انتخب عضو مجلس النواب جنوب أستراليا من الجمعية عن دائرة Electoral district of East Torrens [الإنجليزية]‏ وقد انضم خلال فترته النيابية (14 ديسمبر 1871 – 1 مارس 1877)  للكتلة البرلمانية مستقل.